# Greg Olson
Greg Rex Olson (Richland, 1º marzo 1961) è un allenatore di football americano statunitense che svolge il ruolo di allenatore dei quarterback dei Las Vegas Raiders della National Football League (NFL). Al college giocò a football alla Central Washington University.

## Carriera
Olson iniziò la sua carriera come allenatore nella NFL nel 2001 coi San Francisco 49ers come allenatore dei quarterback. Nel 2003 passò ai Chicago Bears sempre con lo stesso ruolo. Nel 2004 firmò coi Detroit Lions come coordinatore offensivo e allenatore dei quarterback fino al 2005. Nel 2006 passò ai St. Louis Rams come coordinatore offensivo fino al 2007. Nel 2008 firmò con i Tampa Bay Buccaneers come allenatore dei quarterback e coordinatore offensivo, fino al 2011. Nel 2012 passò ai Jacksonville Jaguars con lo stesso ruolo e anche assistente del capo-allenatore.
Il 19 gennaio 2013 firmò un contratto di due anni con gli Oakland Raiders come coordinatore offensivo, ruolo che mantenne per due stagioni.
Il 20 gennaio 2015, Olson tornò ai Jaguars come coordinatore offensivo.
L'11 febbraio 2025 fu nominato allenatore dei quarterback dei Las Vegas Raiders sotto il capo-allenatore Pete Carroll e il coordinatore dell'attacco Chip Kelly.

## Famiglia
Olson è sposato con Lissa e hanno 2 gemelle Kenneth e Grace.